# صحنه‌هایی از یک ازدواج
صحنه‌هایی از یک ازدواج (به سوئدی: Scener ur ett äktenskap) فیلمی سوئدی به کارگردانی اینگمار برگمان محصول سال ۱۹۷۳ است. این فیلم کمک قابل ملاحظه‌ای به تبدیل شدن برگمان به کارگردانی بین‌المللی کرد. این فیلم در سایت imdb نمره‌ی ۸/۳ را کسب کرده است. در سال ۲۰۰۳ دنباله ای برای این فیلم به نام ساراباند ساخته شد که حوادث آن ۳۰ سال پس صحنه‌هایی از یک ازدواج را روایت می‌کند.
در سال ۲۰۲۱ نسخه بازسازی این فیلم به صورت یک مینی‌سریال توسط هاگای لیوای ساخته شد.

## خلاصه داستان
بی‌گناهی و وحشت: «ماریان» (اولمان) و «یوهان» (یوزفسون) که ده سال است ازدواج کرده‌اند، موضوع مقاله‌ای در یک مجله دربارهٔ زوج‌های ایده‌آل هستند. «یوهان» استاد یک انستیتوی تحقیقاتی و «ماریان» متخصص مسائل حقوقی طلاق است. آنان دو دختر، یک ویلای ییلاقی و آپارتمان شیکی در شهر دارند. وقتی دو نفر از مهمانان آنان، «کاتارینا» (آندرسون) و «پیتر» (مالمسیو) دربارهٔ مسائل جنسی و مالی به هم کنایه می‌زنند، زندگی خانوادگی این دو نفر نیز اندکی متلاطم می‌شود. هنر جاروکردن آشغال‌های زیر قالی: «ماریان» و «یوهان» کم‌کم شروع به خرده گرفتن از یکدیگر می‌کنند. «ماریان» در محل کارش با زنی آشنا می‌شود که پس از بیست سال زندگی مشترک می‌خواهد طلاق بگیرد. پائولا: «یوهان» نیمه‌شب به ویلای ییلاقی می‌رود تا به «ماریان» بگوید که به یکی از شاگردانش به نام «پائولا» دل بسته‌است و می‌خواهد صبح روز بعد با او به پاریس برود. «ماریان» دچار هیستری می‌شود. دره اشک: «یوهان» در بازگشت به سوئد، در غیاب «پائولا»، «ماریان» را می‌بیند. او حالا قصد دارد به تنهائی به آمریکا برود. «ماریان» اعتراف می‌کند که هنوز دل‌باخته «یوهان» است، اما در حال گوش‌دادن به صحبت‌های «ماریان» او به خواب می‌رود. بی‌سوادها: «ماریان» و «یوهان» در دفتر «یوهان» برای امضای طلاق‌نامه یکدیگر را می‌بینند. «یوهان» پیشنهاد آشتی می‌دهد، اما «ماریان» مخالفت می‌کند. «یوهان» با «ماریان» درگیری فیزیکی پیدا می‌کند، اما در نهایت طلاق‌نامه را امضا می‌کند. نیمه‌شب در خانه‌ای تاریک در گوشه‌ای از دنیا: بیستمین سالگرد ازدواج «ماریان» و «یوهان»: ماریان و یوهان هر کدام با فرد دیگری ازدواج کرده‌اند، اما ناراضی هستند. آنها قرار می‌گذارند که در ویلای ییلاقی همدیگر را ملاقات کنند. در راه ماریان مادرش را ملاقات می‌کند و از او در مورد رابطه با همسرش می‌پرسد. مادر اذعان می‌کند که همیشه وظیفه خود را به عنوان یک همسر انجام داده‌است هر چند مبهم و نامشخص است که او واقعاً عاشق همسرش بوده‌است یا نه. در ویلا کوچکی و آسیب‌پذیری یوهان ماریان را تحت تأثیر قرار می‌دهد. او به لذت بردن از رابطه جنسی با همسر فعلی خود به نحوی که هرگز چنین تجربه‌ای با یوهان نداشته‌است اعتراف می‌کند. این موضوع باعث آزردگی یوهان می‌شود. او ادعا می‌کند او همیشه احساس یک نوع مسئولیت و وابستگی به یوهان داشته‌است. آتها در هنگام گفتگو به خواب می‌روند. هنگامی که ماریان با وحشت از کابوس از خواب بیدار می‌شود یوهان او را تسلی می‌دهد و با هم روی لحاف دراز می‌کشند. یوهان اعلام می‌کند که آنها «بی سوادان عاطفی» و مانند بسیاری از مردم، ناتوان از ازدواج هستند، در عین حال آنها از هم جدا نمی‌شوند.

## دربارهٔ فیلم
فیلم در اصل برای شش اپیزود و در۲۸۱ دقیقه برای تلویزیون سوئد طراحی شده بود، اما خود برگمان آن را برای نمایش در آمریکا کوتاه کرد. او یکبار دیگر ثابت کرد بهترین کارگردانِ زنان است. اولمان در این فیلم واقعاً تقلیدناپذیر است. بیشتر تصاویر فیلم (با فیلم‌برداری عالی نیکویست) نماهای خیلی نزدیک از اولمان است که ماریا فالکونتی را در مصیبت ژان‌دارک (کارل تئودور درایر، ۱۹۲۸) به‌یاد می‌آورد.